# Volvo Classic 1987
Volvo Classic 1987  — жіночий тенісний турнір, що проходив на закритих кортах з килимовим покриттям Брайтонського центру в Брайтоні (Англія). Належав до Світової чемпіонської серії Вірджинії Слімс 1987. Турнір відбувся вдесяте і тривав з 19 жовтня до 25 жовтня 1987 року. Друга сіяна Габріела Сабатіні здобула титул в одиночному розряді й отримала за це 40 тис. доларів США.

## Фінальна частина

### Одиночний розряд
Габріела Сабатіні —  Пем Шрайвер 7–5, 6–4
- Для Сабатіні це був 2-й титул в одиночному розряді за рік і 4-й — за кар'єру.

### Парний розряд
Кеті Джордан /  Гелена Сукова —  Тіна Шоєр-Ларсен /  Катрін Танв'є 7–5, 6–1